# Sarvodaya
Sarvodaya (Devanagari : सर्वोदय) est un terme qui signifie « croissance universelle » ou « progrès pour tous ». Le terme fut choisi par Mohandas Karamchand Gandhi comme titre de la traduction de l'ouvrage de John Ruskin sur l'économie Unto this last. Gandhi finit par utiliser le terme pour définir sa propre philosophie politique. D'autres groupes dérivés de la philosophie de Gandhi l'ont utilisé par la suite pour nommer le mouvement social qui suivit l'indépendance de l'Inde. 

## Histoire du terme et de ses implications
Gandhi lut l'ouvrage de Ruskin lors d'un voyage en train de 24h vers Durban. À la suite de cette lecture, il dit : « Je fus déterminé à changer ma vie en accord avec les idéaux décrits dans ce livre » . Il traduisit le livre et le nomma Sarvodaya un mot qu'il inventa à partir de deux racines sarva (tous) et udaya (élever ou améliorer (le cadre de vie)), qu'il résuma en « la prospérité pour tous ». 

## Mouvement Sarvodaya
Après sa mort, des personnalités, comme Vinoba Bhave, continuèrent à travailler à l'établissement d'une société comme celle que Gandhi espérait. Leurs efforts ont fini par être connus sous le nom de mouvement sarvodaya.